# Jorge Sanz

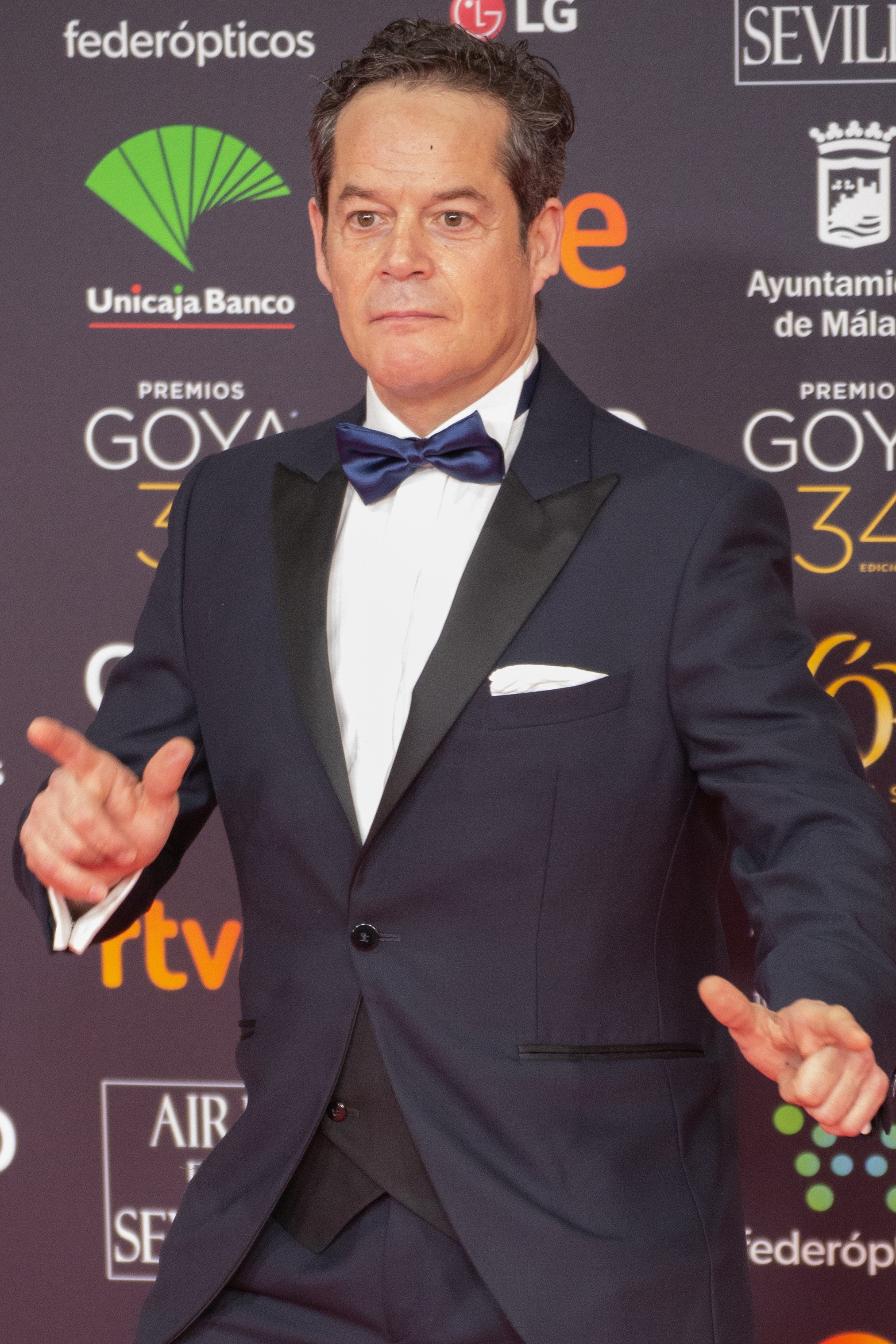
Jorge Sanz, 2020

Jorge Sanz Miranda (* 26. August 1969 in Madrid) ist ein spanischer Schauspieler, der zahlreiche Auszeichnungen gewonnen hat.
Sanz stand bereits mit zehn Jahren für den Film La Miel vor der Kamera. Seine bekannteste Rolle als Kinderstar, war die des jungen Conans, der als Erwachsener von Arnold Schwarzenegger verkörpert wurde. Er gewann 1990 den Goya als Bester Hauptdarsteller für seine Darstellung im Drama Si te dicen que caí. Weitere fünf Male wurde er nominiert.

## Filmografie (Auswahl)
- 1979: La Miel
- 1982: Conan der Barbar (Conan the Barbarian)
- 1982: Liebe Valentina (Valentina)
- 1989: Si te dicen que caí
- 1992: Belle Epoque (Belle epoque)
- 1996: Libertarias (Libertarias)
- 1998: Das Mädchen deiner Träume (La niña de tus ojos)